# Natação artística no Campeonato Mundial de Esportes Aquáticos de 2019 - Combinação rotina livre
A prova da combinação rotina livre é um dos eventos da natação artística do Campeonato Mundial de Esportes Aquáticos de 2019 que foi realizada entre os dias 18 de julho e 20 de julho, em Gwangju, na Coreia do Sul. 

## Calendário
Horário local (UTC+9). 
| Fase          | Data        | Hora  |
| ------------- | ----------- | ----- |
| Eliminatórias | 18 de julho | 11:00 |
| Final         | 20 de julho | 19:00 |

## Medalhistas
| Ouro | Prata | Bronze |
| Rússia · Anastasia Arkhipovskaya · Vlada Chigireva · Mayya Doroshko · Marina Goliadkina · Mikhaela Kalancha · Veronika Kalinina · Polina Komar · Alla Shishkina · Maria Shurochkina · Varvara Subbotina | China · Chang Hao · Cheng Wentao · Feng Yu · Guo Li · Liang Xinping · Sun Wenyan · Tang Mengni · Wang Qianyi · Xiao Yanning · Yin Chengxin | Ucrânia · Maryna Aleksiiva · Vladyslava Aleksiiva · Valeriia Aprielieva · Veronika Hryshko · Oleksandra Kovalenko · Yana Nariezhna · Kateryna Reznik · Anastasiya Savchuk · Alina Shynkarenko · Yelyzaveta Yakhno |

## Resultados
| Pos.              | Nacionalidade | Eliminatória | Eliminatória | Final         | Final         |
| Pos.              | Nacionalidade | Pontos       | Pos.         | Pontos        | Pos.          |
| ----------------- | ------------- | ------------ | ------------ | ------------- | ------------- |
| Medalha de ouro   | Rússia        | 96.5667      | 1            | 98.0000       | 1             |
| Medalha de prata  | China         | 96.0000      | 2            | 96.5667       | 2             |
| Medalha de bronze | Ucrânia       | 94.3333      | 3            | 94.5333       | 3             |
| 4                 | Japão         | 93.0000      | 4            | 93.2333       | 4             |
| 5                 | Itália        | 90.9000      | 5            | 91.4667       | 5             |
| 6                 | Grécia        | 88.1333      | 6            | 87.6000       | 6             |
| 7                 | Israel        | 83.6333      | 7            | 83.7667       | 7             |
| 8                 | Brasil        | 81.6667      | 9            | 83.6333       | 8             |
| 9                 | Bielorrússia  | 82.8333      | 8            | 82.9667       | 9             |
| 10                | Cazaquistão   | 81.6667      | 9            | 82.0000       | 10            |
| 11                | Coreia do Sul | 77.7000      | 11           | 78.8000       | 11            |
| 12                | Hungria       | 77.4000      | 12           | 77.9333       | 12            |
| 13                | Eslováquia    | 76.7000      | 13           | Não avançaram | Não avançaram |
| 14                | África do Sul | 66.7000      | 14           | Não avançaram | Não avançaram |
| 15                | Tailândia     | 66.1333      | 15           | Não avançaram | Não avançaram |